# Asakawa
Asakawa (浅川町, Asakawa-machi) est un bourg (町, machi ou -chō) japonais situé dans la préfecture de Fukushima.
Sa population au 1er juin 2013 est estimée à 6 720 habitants.